# Stenelmis sexlineata
Stenelmis sexlineata är en skalbaggsart som beskrevs av Ivan T. Sanderson. Stenelmis sexlineata ingår i släktet Stenelmis och familjen bäckbaggar. Inga underarter finns listade i Catalogue of Life.